# Выборгская кровавая баня
Выборгская кровавая баня (швед. Viborgs blodbad) — эпизод войны против Сигизмунда, серия  публичных смертных казней, состоявшихся 26—30 сентября 1599 года в Выборге.

## История
В ходе войны за шведский престол между королём Сигизмундом III и герцогом Карлом Сёдерманландским (1598—1599) герцог Карл, приводя к покорности важные города, стремился упрочить своё положение публичными казнями политических противников: верных королю вельмож и их сторонников. Эти казни вошли в шведскую историю как «кровавые бани» (такие, как
Кальмарская кровавая баня (1599), Абоская кровавая баня, Линчёпингская кровавая баня). 
К 1599 году положение верных Сигизмунду III наместников Шведской Финляндии было ослаблено жестоко подавленными крестьянскими восстаниями. На фоне недовольства массовыми кровопролитиями крестьянского населения Финляндии герцог Карл 22 сентября 1599 года вступил в Выборг через тайком открытые войскам городские ворота. А на следующий день он захватил Выборгский замок.  
По приказу герцога 27 сентября были обезглавлены выборгский комендант Арвид Таваст, его сын Ивар, Нильс Улофссон, Якоб Улофссон и другие дворяне Выборгского лена. Сначала герцог помиловал и отпустил на волю Ларса Маттсона, но затем передумал, и 30 сентября состоялась новая казнь. Головы казнённых рыцарей, насаженные на железные пики, в течение четырнадцати лет были выставлены рядом с городской стеной над Скотопрогонными воротами у Круглой башни, пока представители семейства Крейцев и другие родственники казнённых не добились королевского разрешения на захоронение черепов. Осуждённые лица недворянского звания (такие, как правовед Хенрик Йесперссон и священник Хенрик Плок) были казнены четвертованием. 
Считается, что казни проводились за пределами Рогатой крепости у Монашеского источника (колодца), прозванного с тех пор «красным». Отголоски этого события сохранились в названии Красной площади Выборга. Следующая сопоставимая по известности в истории Выборга массовая казнь во взятом городе состоялась только в 1918 году в ходе гражданской войны в Финляндии.